# 尋秦記 (電視劇)
《尋秦記》（英語：A Step into the Past）是一齣改編自黃易同名小說的2001年香港古裝科幻穿越電視劇，由電視廣播有限公司拍攝製作。全劇共40集，由古天樂、江華、林峯、宣萱、郭羨妮及滕麗名領銜主演，並由雪兒、李子雄、姚瑩瑩、郭峰、蓋鳴暉及雪梨聯合演出，監製莊偉建，此劇為無綫電視34週年台慶劇。
此劇於2005年7月14日至9月7日，2011年7月4日至8月26日以及2015年12月12日至2016年2月6日在翡翠台，2016年4月29日至2016年5月26日在TVB星河頻道、2017年6月27日在TVB經典台重播。
男主角古天樂更憑此劇再次勇奪2001年萬千星輝頒獎典禮最佳男主角一獎成為兩屆視帝。此劇為古天樂在無綫電視的最後一部電視劇，此後古天樂轉向電影界發展。
續篇電影《尋秦記》2019年開拍，相隔20年後以電影版回歸。

## 劇情
故事講述都市生活中個人情感受挫的香港特區警務處要員保護組（G4）警員項少龍（古天樂飾），在一次時光機器的科學實驗裡，被送回到戰國時期。在戰國時期的環境，項少龍憑其特種部隊之專業所長，及二十世紀的科學知識，頻頻化險為夷。項少龍从趙國逃到秦國，並且在無意中將原本在趙國被軟禁的失寵公子趙盤（林峯飾）代替已經死了的秦國王子嬴政。這也開始了項少龍對於戰國歷史舉足輕重的不凡生活，並且逐步的牽引著歷史的行進，而冒認為嬴政的趙盤最終建立了大一統的大秦帝國，成為秦始皇。

## 演員

### 主要演員
| 演員   | 角色                                     | 關係／暱稱 |
| 古天樂 | 項少龍                                   | 墨子劍法，後習得元宗交託保管的鉅子令內墨子劍法補遺 連晉(嫪毐)、呂不韋、趙穆、趙德和平原夫人之天敵 趙盤之師父，与其命运是联系在一起的 琴清、烏廷芳、趙倩之夫 善柔、趙雅、陶方、龍陽君、李斯、吕娘蓉之好友 滕翼、荊俊之結拜兄弟 項羽之父 於第2集穿越到二千年前 於第11及12集得善柔傳授連晉劍法，更於比劍中戰勝連晉，斷其手筋，廢其右手 於第13集護送趙倩出嫁魏國 於第20集受趙盤（嬴政）推舉而被封為秦國太傅 於第22至23集喬裝趙國著名馬痴董匡潛入趙國捉拿趙穆 於第35集被嬴政授命為「護國上將軍」以對抗趙軍，但戰敗失蹤 於第37集將曹秋道刺死 於第40集因得知嬴政（趙盤）太多的秘密及為逃離嬴政（趙盤）的暴政與烏廷芳、琴清、滕翼、荊俊、呂娘蓉及鄒衍等人離開咸陽 最後決定不穿越回去現代，繼續留在古代；兒子為日後威震天下之西楚霸王項羽 |
| 江 華  | 連 晉 （第3至19集） 嫪 毐 （第20至40集） | 本劇終極大反派之一 連大哥、長信侯 故事初期為趙國巨鹿侯府第一劍客，於第12集被逐出，後期殺害並冒充左手神劍劍客嫪毐，成為秦國廷衛總領及長信侯 精通右手劍法，右手被項少龍廢掉後學習並精通左手劍法，最後武功被廢 單戀烏廷芳 項少龍、呂不韋之天敵 於第12集與項少龍比武爭奪烏廷芳，後戰敗並被項少龍廢掉右手 於第16集為學習左手劍法出賣烏廷芳，令其被真正的嫪毐姦污 於第20集學成左手劍法後將真正的嫪毐殺害及盜用其身份 於第24集因被趙倩得知刺殺項少龍的計劃而將其殺害 於第26集被封為廷衛總領 於第32集被封為長信侯 於第36集與嬴政（趙盤）合謀刺殺呂不韋事敗而被呂不韋下令在監獄接受閹割並被廢掉武功 於第38集謀害並追殺嬴政，找來了一名相貌酷似嬴政（趙盤）的人頂替 於第40集因謀反及與朱姬通姦被嬴政（趙盤）所殺 |
| 林 峯  | 趙 盤 （第1至18集） 嬴 政 （第19至40集） | 盤兒、公子盤、王子政、秦始皇 冒充嬴政 故事初期（第1至18集）為趙國公子，後成為秦王 趙括、趙雅之子，假扮秦莊襄王、朱姬之子 項少龍之徒弟 趙孝成王之外甥 趙德、趙穆、趙嘉、嫪毐（連晉）和呂不韋之天敵 與成蟜不和 陰差陽錯之下冒用嬴政之身份，成為項少龍所扶植的秦始皇 於第24集刺死趙穆以報殺母之仇 於第30集流落民間受苦後性格變得兇殘，心狠手辣，並於同集處死楊泉君 於第33集以謀反罪處死成蟜及誅其九族 於第38集被嫪毐（連晉）謀害及以另一酷似自己的人頂替自己 於第40集處死呂不韋及嫪毐（連晉），原想追捕项少龙，后因為与其命运联系在一起及王翦放弃追捕项少龙，而选择放其一条生路，而最后为了消滅有關項少龍的記載而焚書坑儒 |
| 宣 萱  | 烏廷芳                                   | 芳兒 趙國烏家堡大小姐 烏應元之女 烏廷威之妹 連晉之好友，後反目 善柔、趙倩之好友 項少龍之鬥氣冤家，後為妻子 項羽之母 於第16集被真正的嫪毐污辱 於第19集被煉丹方士囚禁及試藥，後被善柔救出 於第22集成為善柔門下的刺客 於第35至37集假扮鳳菲以到齊國表演 於第40集與項少龍結為夫婦，兒子為日後威震天下之西楚霸王項羽 |
| 宣 萱  | 鳳 菲                                    | 歌舞團台柱，被烏廷芳假扮 |
| 郭羨妮 | 秦 青                                    | 項少龍之現代女朋友（第1集） 於第1集與項少龍因误会而分手。 |
| 郭羨妮 | 琴 清                                    | 清兒 早期為魏國才女，後期為秦國才女 後來與項少龍邂逅，一見鍾情 於第26集被封為秦國太傅 於第40集與項少龍結為夫婦，并怀孕，有了項少龍的孩子。 鄒衍之乾女兒 龍陽君之師妹 |
| 滕麗名 | 善 柔                                    | 刺客 項少龍之好友，對其有好感 烏廷芳之好友 第1集打鬥間險被殺，獲從天而降的項少龍所救 於第2集險被嚴平殺死，獲項少龍用閃光彈所救 及後屢救項少龍： 於第2集於趙國市集拯救項少龍免被趙軍捉去當壯丁，幫助他由秦人扮相改為劍客以免被殺 於第2集救項少龍免其被嚴平所殺 於第6集在趙國質子府扮朱姬，後倒戈救項少龍，免其被殺 於第7集得悉連晉收買刺客殺項少龍，即出現拯救 於第8集得悉趙穆及連晉以莫須有罪名指控項少龍為趙國奸細，並以通敵密函加害，即換走密函，改為春宮圖 於第11集為免項少龍於比試中被殺，自動請纓以神秘人身份找連晉試劍 於第12集提醒項少龍指趙穆對他起殺機 於第32集被組職指使殺害項少龍和贏政，卻背叛組職，並殺掉其他刺客，免項少龍被殺，後將重傷的項少龍帶回其府中 於第36集在魏國岸邊救回被信陵君放箭後飄到岸邊的項少龍，並將他帶上通往齊國的大船 於第37集為救項少龍及烏廷芳自願留下被曹秋道脅持，並為項少龍捨命背叛曹秋道 於第38集被項少龍選為墨子傳人 於第40集與項少龍等人道別後離去 |
| 雪 兒  | 趙 倩                                    | 倩兒 趙國公主 烏廷芳之好友 項少龍的未婚亡妻 於第24集因得知連晉計劃殺害項少龍的秘密而遭滅口 |

### 次要演員
| 演員   | 角色   | 關係／暱稱 |
| 黃文標 | 滕 翼  | 項少龍好友／結拜二弟 聰明冷靜、驍勇善戰 最早相信項少龍來自未來之人                                                                             |
| 劉嘉龍 | 荊 俊  | 項少龍好友／結拜三弟 呂娘蓉之夫 |
| 姚樂怡 | 呂娘蓉 | 蓉兒 呂不韋之女 項少龍、趙倩好友 荊俊之妻 愛好設計時裝                                                                                         |
|        | 鄒 衍  | 戰國時代陰陽家代表 琴清之義父 龍陽君之師父 努力撮合琴清和項少龍                                                                                |
| 陳榮峻 | 嫪 毐  | 左手神劍劍客 為人狂妄、神經質 屢次拒絕收連晉為徒，於第16集以烏廷芳為條件答允 於第16集污辱烏廷芳 後被習得左手劍法的連晉殺害並盜用身份（第20集） |

### 烏家堡
| 演員   | 角色   | 關係／暱稱                                                         |
| 王 偉  | 烏應元 | 趙國烏家堡堡主，實為秦國卧底 烏廷威、烏廷芳之父 救回朱姫母子後退隱 |
| 邵傳勇 | 烏廷威 | 烏應元之子 烏廷芳之兄                                              |
| 歐瑞偉 | 陶 方  | 陶總管 烏家堡管家 項少龍好友                                       |

### 秦國
| 演員   | 角色       | 關係／暱稱 |
| 李龍基 | 莊襄王     | 大王 於第27集被呂不韋毒害，第28集毒發身亡 |
| 姚瑩瑩 | 朱 姬      | 華貴夫人→王太后 秦莊襄王遺孀、嬴政之母 居於大鄭宮 多年來被趙穆軟禁在趙國，後於第18集逃離 先後和呂不韋、嫪毐（連晉）私通 於第36集意外懷有嫪毐（連晉）身孕 於第40集嫪毐（連晉）被嬴政處死時自殺 |
| 林佩君 | 秀麗夫人   | 秦莊襄王遺孀 |
| 郭 峰  | 呂不韋     | 本劇終極大反派之一 右丞相 呂娘蓉之父 嬴政（趙盤）之仲父，後反目 曾與朱姬私通，後反目 項少龍、嫪毐（連晉）之天敵 於第20集在酒中下毒毒死趙德 於第27集在酒中下毒毒害秦莊襄王，後令其毒發身亡 於第31集偷會成蟜，並助其奪回王位以對付嬴政，後被嫪毐（連晉）目睹 於第36集下令派人將嫪毐（連晉）閹割 於第40集因謀反而被嬴政處死 |
| 陳國邦 | 李 斯      | 前期在韓國，聽從項少龍建議到秦國。 初為嬴政（趙盤）的侍讀，後於第26集被封為御史 於第31集被擢升為太史 嬴政親信 項少龍好友 |
| 郭政鴻 | 王 翦      | 大將軍 本是蒙傲部下，後得項少龍提攜 項少龍好友 於第40集被嬴政下令追捕項少龍，選擇自傷放走之。 |
| 王偉樑 | 趙 高      | 宦官 嬴政親信 |
| 戴志偉 | 楊泉君     | 左丞相 呂不韋之天敵 於第30集因以死進諫而被嬴政處死 |
| 郭德信 | 鹿 公      | 楊泉君親信 |
| 李海生 | 蒙 傲      | 大將軍 呂不韋親信 |
| 杜大偉 | 成 蟜      | 秦莊襄王二王子 與嬴政（趙盤）不和 於第32集聯合叛軍刺殺嬴政，但失敗 於第33集因謀反而被嬴政處死及誅九族 |
| 張智軒 | 趙國假嬴政 | 趙國時朱姬身邊的假嬴政 於第18集誤被趙穆以冰鑿刺中致死 |
|        | 嬴 政      | 秦國王子，於趙國當質子 窩藏於牛家村，因此又名牛政 秦莊襄王、朱姬之子（早產兒，呂不韋自以為和朱姬之私生子） 已於戰亂中逝世，但沒有對外公布 於第19集後身份被趙盤冒充 |
| 李鴻杰 | 王 齕      | 退役將軍 |

### 趙國
| 演員   | 角色     | 關係／暱稱 |
| 黎彼得 | 趙 王    | 大王 |
| 李子雄 | 趙 穆    | 本劇大反派 侯爺 權臣、巨鹿侯，實為楚國內應 項少龍、趙盤之天敵 連晉之主公，後將其逐出巨鹿侯府 春申君之子 赵雅之情夫并利用其 第18集間接害死趙雅 第23集被冒充董匡的項少龍活捉 第24集被嬴政（趙盤）刺死 |
| 雪 梨  | 趙 雅    | 趙王之妹 趙括遺孀，趙盤之母 趙倩之姑姑 赵穆之情妇，后反目 項少龍好朋友，後把趙盤托付於他 協助項少龍偷取魯公秘錄 第18集被趙穆手下汙辱後服毒自盡，死於其子趙盤懷裡                                    |
| 劉永健 | 趙 德    | 公子德 少原君 項少龍、趙盤之天敵 平原君、平原夫人之子 第20集出使秦國時被呂不韋毒死 |
| 陳嘉儀 | 平原夫人 | 趙德母親，信陵君妹妹 |
| 陳少邦 | 趙 嘉    | 王子嘉 趙國王子 趙盤之天敵 |
| 張 山  | 李 牧    | 抗擊匈奴大將 趙盤（嬴政）之乾爺爺 與項少龍為忘年交，贈其飛虹劍 第35集出征秦國蕞城，戰勝項少龍 |

### 魏國
| 演員   | 角色   | 關係／暱稱                                                                          |
| 蓋鳴暉 | 龍陽君 | 琴清師兄，鄒衍之徒 項少龍好友 信陵君之死敵，雙方武功智謀不相伯仲 魏國最強三劍士之一 |
| 曾偉權 | 信陵君 | 戰國四公子之首，龍陽君死對頭 平原夫人之兄 趙德之舅舅                                |
| 王俊棠 | 囂魏牟 | 信陵君親信 有勇無謀，武功平庸 於第17集被項少龍、滕翼、荊俊報復刺死                  |
| 蒲茗藍 | 魏太子 | 本是趙倩未婚丈夫 趙德的表哥 好色猴急，不斷推前與趙倩婚事                            |

### 墨者
| 演員   | 角色   | 關係／暱稱                                                                |
| 元 華  | 元 宗  | 教導項少龍劍術 於第3集被嚴平刺死，臨死把鉅子令托付與項少龍（第2-3集）     |
| 劉家輝 | 曹秋道 | 本劇大反派 劍聖，同時也是刺客組織頭子 元宗師弟 於第37集被項少龍、善柔刺死 |
| 李家鼎 | 嚴 平  | 元宗師弟 於第3集被項少龍、善柔刺死（第2-3集）                             |
| 黃錦鴻 |        | 嚴平之弟子（第2-3集）                                                     |
| 楊證樺 |        | 嚴平之弟子（第2-3集）                                                     |
| 趙敏通 |        | 墨者甲（第37集）                                                          |
| 江 暉  |        | 墨者乙（第37集）                                                          |

### 現代人
- 主要在第1集或項少龍回憶中出現

| 演員   | 角色       | 關係／暱稱                                    |
| 林敬剛 | 潺仔強     | 項少龍之同事                                  |
| 趙永洪 |            | 特警甲                                        |
| 江 暉  |            | 特警乙                                        |
| 黃蘊妍 |            | 接待員甲                                      |
| 顏頌詩 |            | 接待員乙                                      |
| 鄧一君 | 李小超     | 世界首富，邀請項少龍作時空旅行                |
| 楚 原  | 王Sir      | 項少龍之上司                                  |
| 麥長青 | 麥偉健     | 前O記成員，劫持李小超和秦青 於第1集被警方拘捕 |
| 黃子衡 |            | 記者甲                                        |
| 官仲銘 |            | 記者乙                                        |
| 廖啟智 | 烏 有      | 烏博士 時空旅行的負責人                       |
| 何志祥 |            | 保鏢                                          |
| 簡慕華 |            | 博士 烏博士之助手                             |
| 甘子正 |            | 新郎 項少龍誤撞的婚禮                         |
| 沈可欣 |            | 新娘 項少龍誤撞的婚禮                         |
| 陳念君 |            | 新聞報導員                                    |
| 陳家輝 | Peter Wong | 秦青的新郎                                    |

### 其他演員
| 演員                   | 角色                                | 關係／暱稱                                           |
| 陳狄克                 | 啞大叔                              | 善柔恩人 於第2集登場                                 |
| 黃子衡                 |                                     | 記者甲（第1集）                                      |
| 黃子衡                 | 烏家堡家將（第40集）                |                                                      |
| 甘子正                 |                                     | 新郎（第1集）                                        |
| 甘子正                 | 刺客 於第35集被烏廷芳刺死（第35集） |                                                      |
| 周 驄                  | 黃家明                              | 山區老夫、項少龍之恩人（第2集）                      |
| 夏 萍                  | 婉 君                               | 山區老妻、項少龍之恩人（第2集）                      |
| 楊證樺                 |                                     | 嚴平之弟子（第2-3集）                                |
| 楊證樺                 | 秦國士兵（第40集）                  |                                                      |
| 張 雷                  | 灰 鬍                               | 馬賊，被連晉滅口（第3集）                            |
| 譚權輝                 | 長 毛                               | 馬賊，被連晉滅口（第3集）                            |
| 林遠迎                 | 短 毛                               | 馬賊，被連晉滅口（第3集）                            |
| 王冠中                 |                                     | 山賊，被連晉滅口（第3集）                            |
| 孫季卿                 |                                     | 玉器匠，被連晉滅口（第3集）                          |
| 夏竹欣                 |                                     | 民女甲（第3集）                                      |
| 夏竹欣                 | 賣身女（第30集）                    |                                                      |
| 鍾曉瑩                 |                                     | 民女乙（第3集）                                      |
| 黃天鐸                 |                                     | 大臣（第4集）                                        |
| 張英才                 |                                     | 和氏後人（第4集）                                    |
| 張漢斌                 |                                     | 店主（第4、7-8集）                                   |
| 招石文                 |                                     | 老闆（第4集）                                        |
| 梁珈詠                 |                                     | 少女（第4集）                                        |
| 楊浚廷                 |                                     | 宦官/家將（第4、21集）                               |
| 陳勉良                 |                                     | 大夫（第5-6、12集）                                  |
| 陳勉良                 | 牛老爹                              | （第19集）                                           |
| 王 喜                  |                                     | 敲鑼人（第6集）                                      |
| 葉 暐                  |                                     | 守衛（第6集）                                        |
| 王維德                 |                                     | 隨從／家將（第6、8、17-19、23集）                    |
| 章志文                 |                                     | 隨從／家將（第6、8、18-19、23集）                    |
| 華忠男                 |                                     | 御醫（第6集）                                        |
| 伍濼文                 |                                     | 侍婢/婢女（第7-9集）                                 |
| 王少萍                 |                                     | 侍婢（第7集）                                        |
| 鄭凱琳                 |                                     | 婢女（第9、12集）                                    |
| 凌 漢 （配音：林國雄） |                                     | 大夫（第9集）                                        |
| 朱志平                 |                                     | 食客（第10集）                                       |
| 劉志清                 |                                     | 食客（第10集）                                       |
| 黃碧玲                 |                                     | 芳婢（第10、12集）                                   |
| 陳德文                 |                                     | 侍衛（第10-11集）                                    |
| 林泳東                 |                                     | 侍衛（第10-11集）                                    |
| 畢楚筠                 |                                     | 婢女（第10集）                                       |
| 陳中堅                 |                                     | 農夫（第11集）                                       |
| 黎秀英                 |                                     | 農婦（第11集）                                       |
| 湯俊明                 |                                     | 家將（第13-14集）                                    |
| 鍾建文                 |                                     | 家將（第13、16集）                                   |
| 賀文傑                 |                                     | 信陵君之家將（第14集）                               |
| 吳亦謙                 | 韓 非                               | 韓國公子（第16集）                                   |
| 羅浩楷                 | 李 園                               | 楚國公子（第16、23集）                               |
| 楊嘉諾                 | 韓 闖                               | 韓國公子（第16、23集）                               |
| 黃梓瑋                 |                                     | 滕翼之妻 被囂魏牟滅口（第17集）                      |
| 方 傑                  |                                     | 煉丹方士 於第19集將落難烏廷芳囚禁試藥（第19集）      |
| 丁主惠                 | 牛老媽                              | （第19集）                                           |
| 胡啟光                 |                                     | 家丁／僕人（第20、25集）                             |
| 虞天偉                 |                                     | 老太監（第20集）                                     |
| 凌禮文                 |                                     | 太醫（第21、32、36集）                               |
| 鄧汝超                 |                                     | 太監（第21、27集）                                   |
| 麥子雲                 |                                     | 對頭人（第22集）                                     |
| 宋紫盈                 |                                     | 宮女（第22、25-27、31、34、36-39集）                 |
| 關 菁                  | 田 單                               | 齊國丞相 與曹秋道勾結（第23、37集）                  |
| 顏頌詩                 |                                     | 侍婢（第23集）                                       |
| 車保羅                 |                                     | 衣飾店店主 呂娘蓉前任店主（第24、26、29集）          |
| 魏惠文                 |                                     | 貪官 於第25集被烏廷芳刺死（第25集）                  |
| 嚴文軒                 |                                     | 太監（第25集）                                       |
| 蘇恩磁                 |                                     | 鴇母（第25集）                                       |
| 盧永匡                 |                                     | 侍衛（第27集）                                       |
| 黃俊坤                 |                                     | 太監（第27集）                                       |
| 許明志                 |                                     | 小販（第30集）                                       |
| 岳 峯                  |                                     | 管工（第30集）                                       |
| 鄧建邦                 |                                     | 管工（第30集）                                       |
| 曾健明                 |                                     | 監官（第30集）                                       |
| 馬國明                 |                                     | 前秦國副將軍 琴清之先夫 早年戰死沙場（第34集）       |
| 焦 雄                  |                                     | 船家（第35集）                                       |
| 韓馬利                 | 鳳 姐                               | 歌舞团班主（第35－37集）                             |
| 譚一清                 |                                     | 總管（第35-36集）                                    |
| 何家俊                 |                                     | 項少龍之家將（第38集）                               |
| 傅劍虹                 |                                     | 守衛（第39-40集）                                    |
| 何志祥                 |                                     | 嫪毐（連晉）之家將（第39集）                         |
| 李晉緯                 | 項 羽                               | 項少龍、烏廷芳之子，日後威震天下之西楚霸王（第40集） |

## 獎項
| 頒獎典禮           | 獲獎獎項                            |
| ------------------ | ----------------------------------- |
| 萬千星輝賀台慶2001 | 最佳男主角（古天樂）                |
| 萬千星輝賀台慶2001 | 我最喜愛的電視角色（項少龍/古天樂） |
| 萬千星輝賀台慶2001 | 我最喜愛的電視角色（烏廷芳/宣 萱）  |

## 記事
- 此劇為宣萱第13次被脅持。[1]事源在2012年，有網民發現，自1994年無綫電視劇集《餐餐有宋家》開始18年來，每逢宣萱參演的古裝劇、時裝劇甚至電影角色全被安排做人質被綁架，被脅持的武器包羅萬有，當中宣萱於1994年無綫電視劇集《餐餐有宋家》被原子筆脅持最為荒謬，但每次角色因「主角光環」而安然無恙。截至2012年無綫電視劇集《飛虎》為止，宣萱曾於21套無綫電視劇集竟被脅持了22次，當中宣萱於2011年無綫電視劇集《萬凰之王》更被脅持了兩次，加上2011年新加坡劇集《萬福樓》、1996年無綫電視電影《虎膽虹威》及1997年電影《檔案X殺人犯》，宣萱共被脅持了25次，大破影視界紀錄，堪稱「存活率最高的人質王」，甚至被戲言「有宣萱的地方就有綁架發生」。[2]

## 取景拍攝
本劇是首部於金華橫店影視城取景的香港劇集，主要在其秦王宮拍攝。其他外景地點包括北京涿州影視城、内蒙古壩上草原等。

## 與小說的異同
- 原著中角色眾多，電視劇刪去不少角色及情節，並合併部分角色為一人，例如：乌廷芳和凤菲、连晋和嫪毐、紀嫣然和琴清、趙雅和趙妮，以及烏應元和烏氏倮。
- 劇中的人物因應電視尺度而十分「守禮」，項少龍更因對趙雅守禮而贏得其尊重；原著中則有不少男女情色關係描寫，項少龍亦是不折不扣的好色之徒。
- 劇中項少龍身份為香港警察保護要人組成員，因不諳軍事而在蕞城之戰中敗給李牧；原著中他是21世紀特種部隊成員，因此實際上懂得軍事部署，但在秦趙對決中始終不敵經驗和謀略更勝一籌的名將李牧。
- 劇中項少龍回到古代後先遇到善柔，在原著中則先遇上美蠶娘。
- 劇中善柔為職業殺手，沒有其他親人，至結局時仍然獨身；原著中她有兩個妹妹，因父母遭害才當上刺客向仇人及幫兇報仇，後下嫁齊國才子官員解子元。
- 劇中趙倩公主是遭連晉殺害的，在原著中則是在陪項少龍出使六國時，在亂軍中遇害。
- 劇中項少龍、滕翼和荊俊三人結拜為兄弟，以項少龍為首；在原著中結拜兄弟共五人，以烏家首席戰士烏卓居首（劇中並未出現），滕翼為二哥，項少龍之下還有王翦和荊俊。
- 劇中項少龍不懂閱讀古代文字，在原著中則學會了。
- 劇中項少龍祇易容一次，助他易容的是陶方；在原著中，他曾多次易容，以不同身分進行各種任務，助他的是肖月潭（劇中並未出現）。
- 劇中項少龍多番表示他是現代人，並嘗試返回現代；在原著中，他因為傳送途中發生意外，早知回歸無望，穿越後亦從未向他人說出自己真正來歷，其願望則為協助嬴政登基後退隱塞外。
- 劇中烏應元救回朱姬後退休，並暗中安排眾人退回秦國，並未與趙軍發生衝突；在原著中烏氏倮在趙王派軍攻打烏家堡之際殿後，掩護項少龍等人撤退，自己留下力抗趙國大軍，最終於烏家堡戰死，而烏應元則跟隨眾人遷到秦國，其後在北方建立牧場。
- 劇中撫養真嬴政的農家夫婦為「牛氏」；原著中則為「張氏」，並提及趙盤和嬴政的身材差異甚大。
- 劇中的趙盤是趙雅之子，而原著則是趙妮之子，因此他與趙國王室並無血緣關係。劇中的趙盤成為嬴政後依然非常孩子氣，讓項少龍極為頭痛，直至流落民間歸來後才變得心狠手辣；原著的趙盤卻因為母親慘死，年紀輕輕便有著非常隱忍的一面，隨著年歲漸長而日益顯露其遠大目光及壯志雄心，其懾人的氣勢更讓項少龍對他深感佩服。
- 劇中連晉被項少龍擊敗後找到嫪毐學劍，後將其殺死並冒充他；原著中兩人沒有任何關係，連晉亦早在趙宮決鬥時被項少龍所殺。
- 劇中平原夫人是信陵君的妹妹；在原著及歷史中，平原夫人實際上是信陵君的姐姐。
- 劇中與嬴政爭位的成蟜因謀刺嬴政失敗而遭處死；原著中他是在起兵叛變時被殺的。
- 劇中荊俊和呂娘蓉是情侶，最後一起跟隨項少龍逃離秦國；原著中二人皆懂得功夫，呂娘蓉因功夫了得，荊俊為了取悅她去表演輕功，但二人最終並未成為情侶，呂娘蓉實為呂不韋手下管中邪的妻子（劇中管中邪並未出現）。
- 劇中項少龍所用的「飛虹劍」乃李牧見連晉毀去其墨子木劍後所贈，項少龍在蕞城之戰前夕把劍還給李牧，另外仿日本東洋刀研製出合用的兵器（但並未命名）；原著中墨子劍並未被毀，「飛虹劍」則乃趙穆為了籠絡項少龍而送的，後來已還給趙穆，李牧送的寶劍名為「血浪」。項少龍在原著中期常以雙手各持墨子劍與「血浪」作戰，後來研製出「百戰寶刀」（電視劇並未提及），則主要以寶刀及刀鞘作戰，並把墨子劍贈與滕翼。
- 劇中齊國劍聖曹秋道為齊墨及殺手組織首領，最後被項少龍所殺；原著中曹秋道並無後面兩重身份，在項少龍到齊國後曾與他兩度交手並取得上風，但未分勝負。
- 劇中呂不韋與蒙驁均於趙盤加冕禮時被捕，前者亦於咸陽獄中遭趙盤毒殺；在原著中，前者給項少龍及滕翼殺死，地點不是加冕地點雍都或咸陽，後者則在某戰役失利，撤退後病死。
- 劇中加入了大量的現代元素，例如：幸運星、把竹片削成餐叉的形狀、在足球賽中為隊員加上號碼布及使用現代足球防守調度的手勢陣式，以及在處理戰俘時使用上懲教署人員對付頑劣囚犯的方式等，這些都是原著沒有的；原著中項少龍教滕翼等人以強光照射敵人迫供，電視劇則沒有採用。
- 劇中項羽（項寶兒）為項少龍親出；原著中項少龍懷疑在穿越時空過程中影響到生育能力，因而从未令人怀孕，故領滕翼次子為繼子，名為項羽。

## 軼事
- 此劇「朱姬」一角原屬意由翁虹擔任，並已進行試造型，惟不久因在雜誌訪問中控訴古天乐四年前与其拍摄乾隆大帝以粗口相对，引起軒然大波而選擇稱病辭演，改由姚瑩瑩頂上。
- 古天樂在飾演初期曾自創諧趣的形象演繹項少龍一角，但因拍攝期間大病一場，身體狀況虛弱，故此後期只得完全按照劇本，演出較為嚴肅。
- 本劇飾演烏應元的演員王偉曾在亞視劇集《秦始皇》飾演呂不韋。
- 飾演信陵君的演員曾偉權，其年紀比飾演其妹平原夫人的演員陳嘉儀小13歲（在原著及歷史中，平原夫人實際上是信陵君的姐姐）。
- 飾演鄒衍的演員余子明，拍攝本劇時曾從馬車跌下撞傷頭部，其後回港後更曾因脑出血暈倒[4][5]。
- 在第37集中项少龙杀死曹秋道的一幕，项少龙的服装为电视剧《神雕侠侣》金轮法王的服装，恰巧曹秋道与金轮法王的都是扮演者刘家辉，而项少龙的扮演者古天乐也有参演神雕侠侣。

### 不合情理的情節
第一集由麥長青飾演的歹徒用一支MP5衝鋒槍解決一整隊訓練有素的飛虎隊，被認為是匪夷所思。
第十集中趙穆和連晉設計騙取烏應元寫給朱姫的書函向趙王告密，但鏡頭所見，趙王閱讀的密函內容其實是把《論語》〈里仁〉篇和〈为政〉篇的詞句拼湊而成，而且並不完整。
本劇在講述趙國和秦國情節時曾多次出現海景，惟當時趙國和秦國國境並不靠海，原因極可能是由於本劇除在內地大規模取景外，亦在香港取景，而香港古裝外景場地有限，故難以避免。

## 外部連結
- 《尋秦記》 - 免費觀看TVB劇集 - TVBAnywhere 北美官方網站 （页面存档备份，存于）
- 豆瓣电影上《尋秦記》的資料 （简体中文）

## 電視節目的變遷
| 無綫電視翡翠台 黃金時段第一線劇集 逢星期一至五 19:40 - 20:35 | 無綫電視翡翠台 黃金時段第一線劇集 逢星期一至五 19:40 - 20:35 | 無綫電視翡翠台 黃金時段第一線劇集 逢星期一至五 19:40 - 20:35 |
| ------------------------------------------------------------ | ------------------------------------------------------------ | ------------------------------------------------------------ |
|                                                              | 尋秦記 （2001.10.15 - 2001.12.07）                           |                                                              |
| 公私戀事多 （2001.09.17 - 2001.10.12）                       | 新楚留香 （2001.12.10 - 2002.01.25）                         |                                                              |

| 無綫電視翡翠台 凌晨劇集時段 星期二至六 00:15 - 01:15 | 無綫電視翡翠台 凌晨劇集時段 星期二至六 00:15 - 01:15 | 無綫電視翡翠台 凌晨劇集時段 星期二至六 00:15 - 01:15 |
| ---------------------------------------------------- | ---------------------------------------------------- | ---------------------------------------------------- |
|                                                      | 尋秦記 （2005.07.14 - 2005.09.07）                   |                                                      |
| 創世紀II天地有情 （2005.04.28 - 2005.07.13）         | 刑事偵緝檔案 （2005.09.08 - 2005.10.05）             |                                                      |

| 無綫電視翡翠台 中午劇集時段 星期一至五 11:45 - 12:40 | 無綫電視翡翠台 中午劇集時段 星期一至五 11:45 - 12:40 | 無綫電視翡翠台 中午劇集時段 星期一至五 11:45 - 12:40 |
| ---------------------------------------------------- | ---------------------------------------------------- | ---------------------------------------------------- |
|                                                      | 尋秦記 （2011.07.04 - 2011.08.26）                   |                                                      |
| 老友狗狗 （2011.06.02 - 2011.06.30）                 | 蓋世孖寶 （2011.08.29 - 2011.09.26）                 |                                                      |

| 無綫電視翡翠台 凌晨劇集時段 星期二至六 00:15 - 01:20 2015年12月26日及2016年1月1日 暫停播映 2016年2月6日 00:15 - 02:20 | 無綫電視翡翠台 凌晨劇集時段 星期二至六 00:15 - 01:20 2015年12月26日及2016年1月1日 暫停播映 2016年2月6日 00:15 - 02:20 | 無綫電視翡翠台 凌晨劇集時段 星期二至六 00:15 - 01:20 2015年12月26日及2016年1月1日 暫停播映 2016年2月6日 00:15 - 02:20 |
| --- | --- | --- |
| | 尋秦記 （2015.12.12 - 2016.02.06）                                                                                    | |
| 男親女愛 （2015.10.06 - 2015.12.11）                                                                                  | 鬼同你OT （2016.02.08 - 2016.02.13）                                                                                  | |